# Bataille de Paducah
Guerre de Sécession
Batailles
Expédition de Forrest dans le Tennessee de l'ouest et le Kenctuky
- Paducah
- Fort Pillow

La bataille de Paducah s'est déroulée le 25 mars 1864, pendant la guerre de Sécession. Une force de cavalerie confédérée commandée par le major général Nathan Bedford Forrest entre dans le Tennessee et le Kentucky pour capturer du ravitaillement de l'Union. Le Tennessee est occupé par les troupes de l'Union depuis 1862. Il lance un raid réussi sur Paducah, Kentucky, sur la rivière Ohio. 

## Contexte
En mars 1864, Forrest sort de Columbus, Mississippi, pour mener un raid dans le Tennessee occidental et le Kentucky, avec une force de seulement 3 000 hommes. Son objectif est de recruter des soldats, rééquiper ses hommes avec des fournitures et désorganiser les activités de l'Union. Il atteint Paducah le 25 mars 1864 et occupe rapidement la ville. La garnison de l'Union de 650 hommes sous les ordres du colonel Stephen G. Hicks (en) se retire vers Fort Anderson (en), à l’extrémité ouest de la ville. Le fort est soutenu par deux canonnières de l'Union sur la rivière Ohio, et Hicks commence à bombarder la zone avec son artillerie.

## Combats
Forrest tente de bluffer Hicks en l'avertissant que « ... si j'ai à prendre d'assaut votre fortification, vous pouvez vous attendre à ce qu'il n'y ait pas de quartier ». Sachant que le fort ne peut pas être pris facilement, Hicks rejette la demande : « ... j'ai été placé ici par mon gouvernement pour défendre ce poste, et en cela et comme tous les autres ordres de mes supérieurs, je pense qu'il est en mon devoir dans cette honorable fonction d'obéir ».
Le colonel Hicks remarque que pendant la trêve établie sous pavillon blanc pendant la négociation, les Confédérés se mettent en position pour attaquer le fort et les canonnières.
Pendant que la garnison se terre dans son fort, les hommes de Forest commencent à charger tout le ravitaillement de l'Union qu'ils peuvent utiliser dans des wagons et détruisent le reste. Ils rassemblent tous les chevaux et les mules de l'armée qu'ils trouvent. Une partie des hommes de Forrest, originaires du Kentucky, décident d'attaquer le fort Anderson à leur initiative, le contrariant. Cette attaque constitue la bataille de Paducah. 
Pendant les combats, la canonnière USS Peosta se trouve sous le feu de tirs en provenance des fenêtres des habitations, occasionnant des tirs de riposte après avoir repoussé les confédérés près du fort. Le lieutenant Smith, commandant l'USS Peosta, précise : « En conséquence d'un feu nourri de mousquet dirigé directement contre nous par des tireurs d'élite situé dans les bâtiments de Front Street, j'ai ouvert le feu à contrecœur sur eux, démolissant l'hôtel de ville et la brasserie et mettant le feu à plusieurs autres bâtiments. »
Elle est repoussée causant de lourdes et inutiles pertes chez les confédérés. Le colonel confédéré Thompson est tué après le dernier assaut contre le fort, par un éclat d'obus, alors qu'il converse avec d'autres officiers dans la rue. La retraite est sonnée pour les confédérés alors que le colonel Crossland, du 7th Kentucky Mounted Infrantry, prend le commandement du régiment après la mort de Thompson. Le colonel Crossland est à son tour blessé, laissant le commandement au lieutenant colonel Holt.
De leur côté, les troupes de l'Union commencent à s’inquiéter à propos de leurs munitions. Par ailleurs, les tirs des tireurs d’élite occasionnent beaucoup de pertes dans les rangs des artilleurs. Le commandant Holt donne alors l’ordre de retenir les tirs jusqu'au moment où l'ennemi peut être vu afin d'économiser les munitions. Alors qu'il s'attend à un assaut renouvelé des confédérés, il constate que ces derniers se retirent vers 18 heures.

## Conséquences
Rapportant le raid, beaucoup de journaux précisent que Forrest a manqué plus d'une centaine de chevaux cachés par les Yankees. En conséquence, Forrest renvoie le colonel Abraham Buford à Pacucah à la mi-avril et il capture ces chevaux.
Les pertes pendant le raid de Paducah s'élèvent à 90 soldats de l'Union et 50 confédérés, la plupart d'entre eux pendant l'attaque du fort. Le raid est comptabilisé comme une victoire confédérée en raison des pertes inférieures à celle de l'Union et à la prise de ravitaillement, mais ils n'ont obtenu que peu de chose hormis la destruction du ravitaillement de l'Union et la capture de montures de cavalerie. Ils n'ont pas pris le fort ou dégradé le contrôle de la région. Le raid donne l'alerte à l'armée de l'Union sur le fait que Forrest et les autres commandos confédérés peuvent encore frapper profondément dans le territoire tenu par l'Union.